# Acarapis woodi
Espèce
Acarapis woodi est un acarien parasite interne de l'abeille. Il vit et se reproduit dans l'appareil respiratoire de l'abeille, notamment dans la première paire de trachées thoraciques. La femelle pond à l’entrée ou dans la trachée. L’accouplement des Acarapis mâle et femelle a lieu à l’intérieur des trachées. Le parasite perfore la paroi de la trachée et se nourrit de l’hémolymphe de l’abeille : il l'affaiblit et gène sa respiration.
Acarapis woodi provoque l’acariose des abeilles ou acariose des trachées, une maladie qui peut gravement affaiblir les colonies d'abeilles. L'acariose des trachées à Acarapis woodi a été observée la première fois sur l’île de Wight au début du XXe siècle. Elle est à l’origine de la création de l'abeille Buckfast, une race d'abeilles créée par Karl Kehrle pour résister à cet acarien qui décimait le rucher de l'abbaye de Buckfast.
Cet acarien est l'un des possibles responsables de la maladie de la disparition qui touche durement les États-Unis et semble se répandre en Europe au cours du printemps 2007[réf. nécessaire].